# پیرمرغ‌ها
پیرمرغ‌ها (نام علمی: Presbyornis)، سرده‌ای منقرض‌شده از غازسانان هستند که در دوران پالئوسن تا ائوسن بر روی زمین زندگی می‌کردند. این سرده شامل دو گونه P. pervetus و P. isoni است که نخستی بسیار شناخته شده‌است اما درباره دومی میزان کمی اطلاعات در دست است. P. pervetus تقریباً در اندازه و شکل یک غاز بود ولی پاهای بلندتری داشت. این در حالی است که P. isoni، که از روی تعداد محدودی استخوان شناخته‌شده، جثه بزرگ‌تری داشت و بیشتر به قوها شبیه بود. شمار دیگری فسیل که به این سرده نسبت داده می‌شوند نیز وجود دارند.